# Carlo Innocenzo Carloni
Carlo Innocenzo Carloni o Carlone (Scaria d'Intelvi, 1687 – Scaria d'Intelvi, 17 maggio 1775) è stato un pittore italiano, appartenuto ad una stirpe comasca di artisti, i Carlone (o Carloni).

## Biografia
Era figlio di Giovanni Battista Carlone, stuccatore, e di Taddea Maddalena Allio e fratello di Diego Francesco Carlone, anch'egli stuccatore e architetto. Abbandona l'indirizzo paterno, dedicandosi alla pittura; fa pratica con Giulio Quaglio, con il quale lavora nel Veneto e a Lubiana, avendo modo di conoscere l'opera di Luca Giordano e Sebastiano Ricci. Successivamente è a Roma a bottega da Francesco Trevisani, secondo il suo biografo. 
Esordisce come pittore autonomo presso la chiesa delle Orsoline a Innsbruck, ottenendo in seguito una serie di commissioni presso importanti ordini religiosi e casate nobiliari nell'Impero austro-ungarico e negli stati germanici. 
Grazie all'apprezzamento del principe Eugenio di Savoia, che gli commissiona importanti affreschi nel Palazzo del Belvedere, ottiene prestigiose commesse a Vienna. 
Lavora frequentemente in collaborazione con il fratello Diego Francesco, autore degli stucchi, che spesso si integrano con gli affreschi formando un unicum decorativo, di cui è un eccellente esempio l'interno della chiesa di Santa Maria di Scaria, a Lanzo d'Intelvi, decorata dai due fratelli in occasione dei rientri presso il paese natio. 
Raggiunge il vertice come frescante in questa fase della sua carriera in alcuni monumentali soffitti dedicati alla celebrazione delle casate committenti, presso il Castello di Ludwigsburg, il Palazzo Clam-Gallas di Praga, la Residenza del Margravio di Ansbach, Palazzo Kinsky e il Palazzo del Belvedere di Vienna.
Sposa nel 1717 Giulia Caterina Corbellini ed è padre di quattro figli maschi e nove femmine.
A partire dal 1735 rientra stabilmente in Lombardia, dedicandosi prevalentemente alla decorazione di chiese ed edifici religiosi fra Como, Monza, Bergamo, Brescia e il Garda.
Fra i pochi cicli profani dipinti in quegli anni sono Ercole introdotto nell'Olimpo (Como, Pontificio Collegio Gallio, volta dello scalone), Trionfo della Ragione, (Montirone, Villa Lechi), e gli affreschi di villa Colleoni a Calusco d'Adda (strappati, sono ora a Venezia in palazzo Grassi, e a Milano nel Museo Poldi Pezzoli).

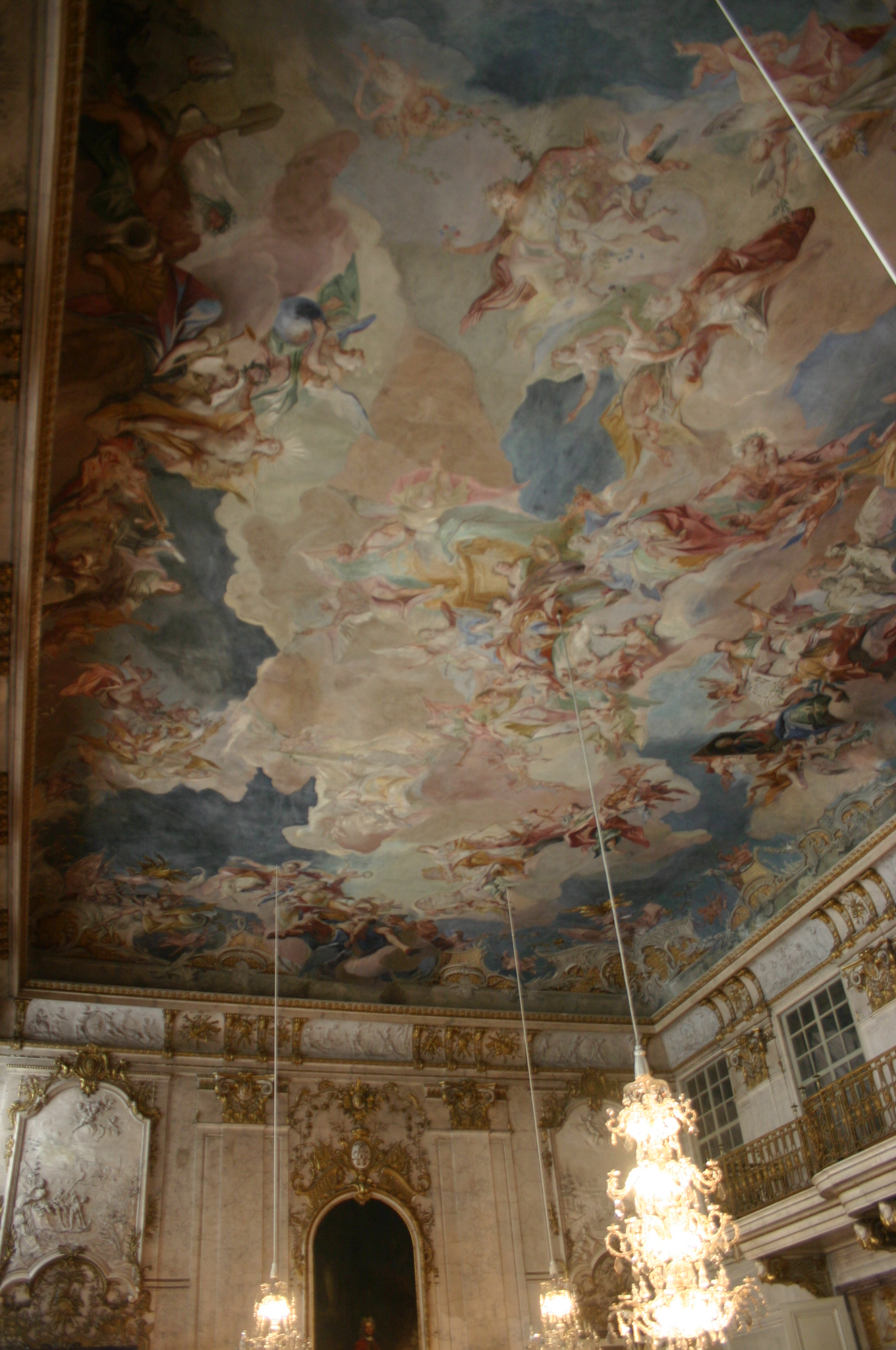
Ansbach, Residenza, salone maggiore Buon governo del margravio Carlo Guglielmo Federico di Ansbach
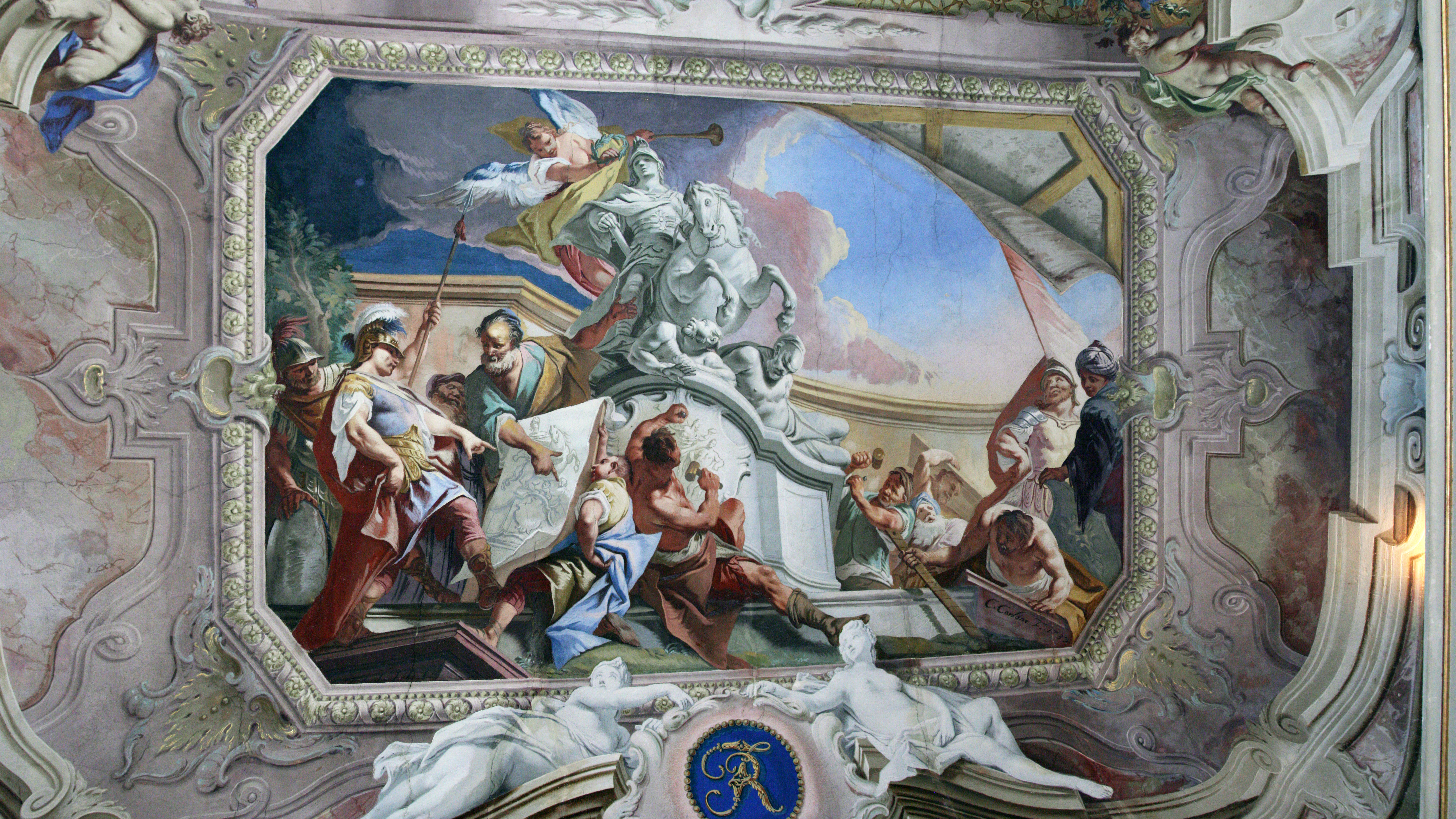
Ludwigsburg, Residenza Alessandro Magno e Apelle
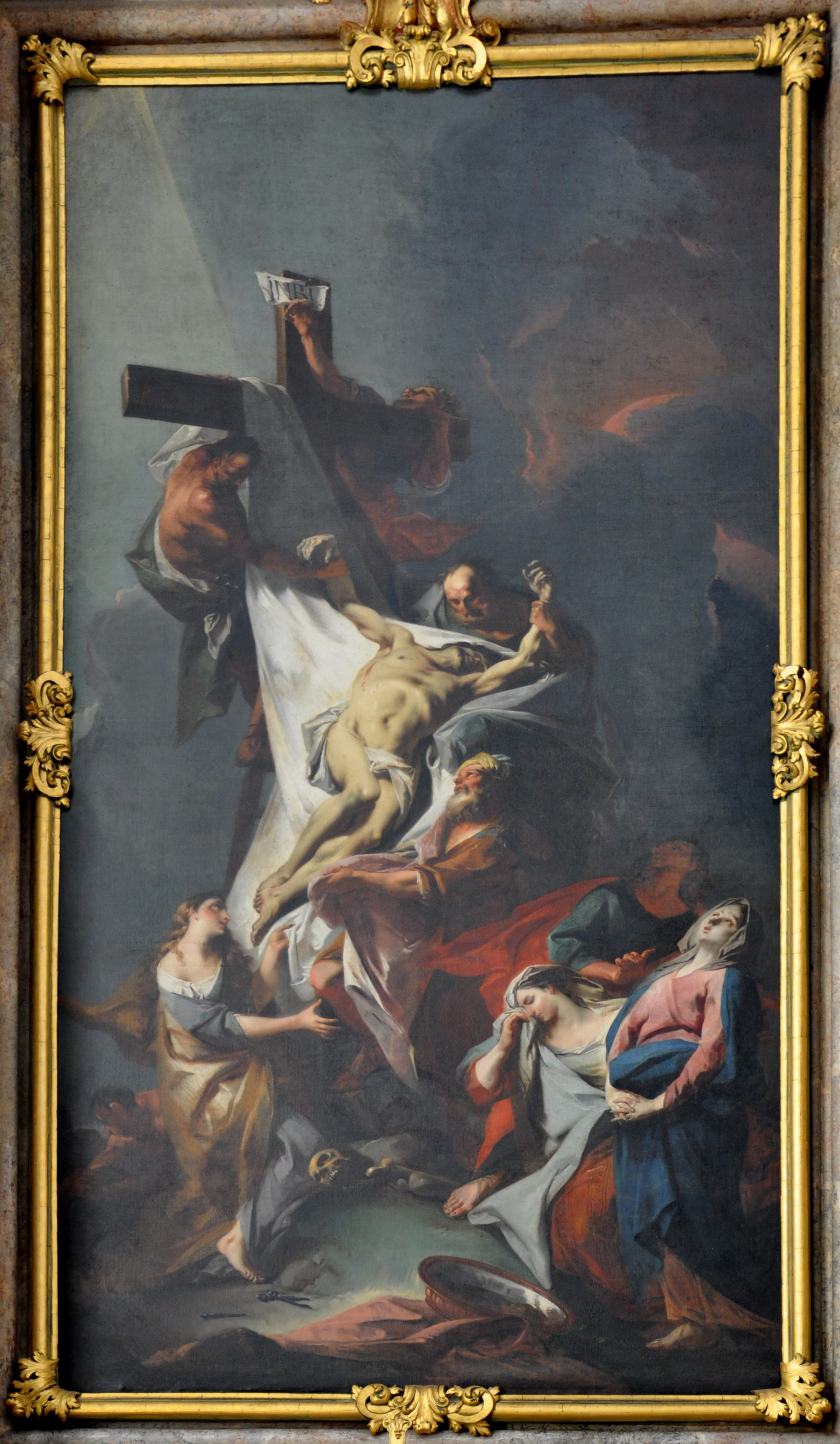
Weingarten, Abbazia benedettina Discesa dalla Croce
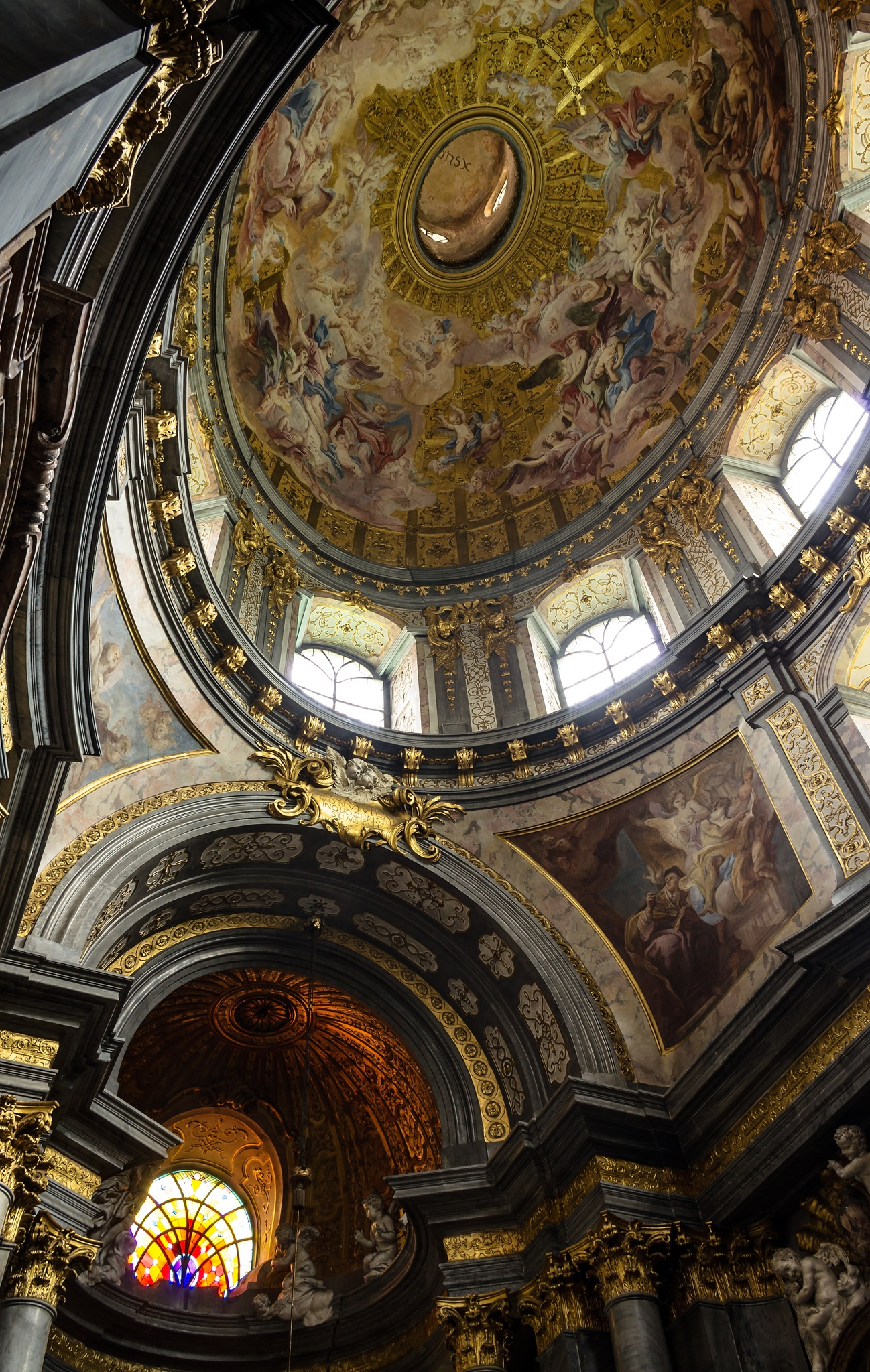
Cattedrale di Breslavia Gloria angelica, Evangelisti e Padri della Chiesa, 1720
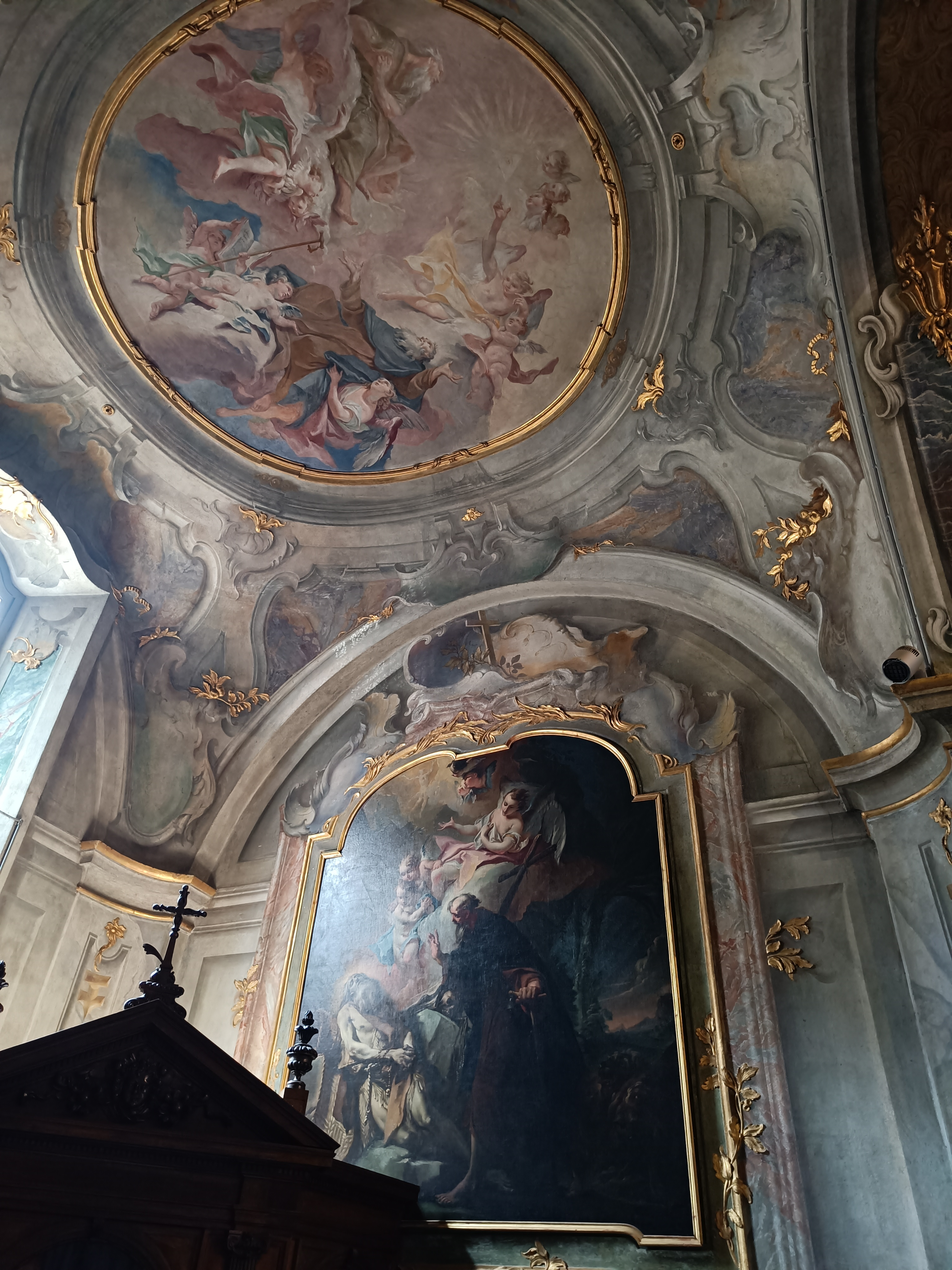
Duomo di Monza Cappella di Sant'Antonio abate

## Opere

### Periodo di attività nei paesi d'Oltralpe (1708-1735)
- 1708 – Innsbruck, Chiesa delle Orsoline, due pale d'altare: la Visitazione e la Gloria di sant'Orsola; due ovali soprapala: Sant'Ignazio e San Francesco Saverio; i relativi bozzetti sono del 1711;
- 1710 ? – Rattenberg, Chiesa degli Eremitani Agostiniani, pala d'altare: Morte di sant'Agostino;
- 1712 – Kirchberg am Wagram, Santuario di Santo Stefano, pala d'altare: Martirio di santo Stefano;
- 1712 – Linz, Chiesa dei Carmelitani[5], pala d'altare: Educazione della Vergine;
- 1714 – Passavia, Chiesa di San Michele, pala dell'altare maggiore: Caduta degli angeli ribelli; il bozzetto del 1712 è presso i Musei Civici di Lugano;
- 1715 – Ratisbona, Certosa di Prüll, pala d'altare: Cristo vincitore sul Peccato, la Morte e l'Inferno; una precedente pala del 1714 è dispersa;
- 1715 – Passavia, Chiesa di San Nicola, pala d'altare: Adorazione dei Magi; oggi nella chiesa parrocchiale di Vilshofen[6];
- 1715 – Vienna, Palazzo Daun Kinsky[7], affreschi: la Glorificazione di un Eroe, sullo scalone; le Nozze di Amore e Psiche in una sala;
- 1716 – Vienna, Palazzo del Belvedere inferiore, nella Sala dei marmi, affresco: Trionfo di Apollo;
- 1717 – Vienna, Castello di Hetzendorf, affresco: il Carro del Sole;
- 1717 – Linz, Palazzo Municipale, affresco: la Glorificazione dell'Austria con gli Stati austriaci (perduto in un incendio); il bozzetto è al Salzburgerbarockmuseum a Salisburgo;
- 1718-1723 – Ludwigsburg, Castello di Ludwigsburg, cappella ducale, pala d'altare: Comunione degli apostoli del 1723, bozzetto del 1716 oggi alle Gemäldesammlungen der Stadt Augusta; alle pareti, affreschi, tra cui la Trinità in gloria;
- 1719 – Stadl-Paura presso Lambach (Austria), Chiesa della Trinità, volta della cupola, affresco: la Trinità in gloria;
- 1720 – Cattedrale di Breslavia, cappella del principe Francesco Luigi del Palatinato-Neuburg, affreschi: Gloria angelica, Evangelisti e Padri della Chiesa;
- 1721 – Vienna, Palazzo del Belvedere superiore, la Sala dei marmi, affreschi: Allegoria del Principe; nella sala del Giardino, Trionfo di Apollo e Aurora;
- 1722 – Vienna, Chiesa di San Michele, cappella di San Paolo, affreschi;
- 1723 – Vienna, Palazzo del Belvedere superiore, nella cappella, Gloria dell'Eterno;
- 1723 – Paura presso Lambach (Austria), Chiesa della Trinità, pala d'altare: la Deposizione dalla Croce;
- 1724 – Vienna, Ospedale Spagnolo, chiesa dell'Orfanotrofio, pala d'altare: San Carlo Borromeo che comunica gli appestati;
- 1724 – Scaria, Chiesa di Santa Maria, nel coro, affresco: Nascita della Vergine[3];
- 1724 - Scaria, Edicola all'incrocio tra via San Giuseppe e via Carloni, affresco: Morte di san Giuseppe;
- 1725 – Como, Santuario del Crocefisso o dell'Annunciata, cappella dell'Annunciata, oli su tela e affreschi di soggetto mariano;
- 1726 – Como, Pontificio Collegio Gallio, volta dello scalone, affresco: Ercole introdotto nell'Olimpo; ritoccato dall'autore nel 1758;
- 1727 – Groß-Siegharts, Chiesa parrocchiale[8], ciclo di affreschi, sulla cupola: Assunzione della Vergine; sulla volta della navata: Storie del Battista;
- 1727 – Praga, Palazzo Clam-Gallas[9], ciclo di affreschi;
- 1727 – Smiřice, Castello, nella cappella, pala d'altare: Gloria di san Giovanni Nepomuceno;
- 1727 – Schloßhof[10], Castello del principe Eugenio di Savoia, nella cappella, affresco: 'Eterno in Gloria;
- 1730 – Heimsheim, Castello del ministro Wilhelm von Gravenitz, decorazioni a fresco;
- 1730-1733 – Ludwigsburg[11], Residenza, anticamera, affresco: Allegoria dell'Eternità; nella Galleria degli Antenati, medaglia affrescata con Alessandro Magno e Apelle; affreschi con l'Allegoria del Buon Governo del duca Ludovico Eberardo del Württemberg[12];
- 1731 – Weingarten, Abbazia benedettina, due pale d'altare: la Discesa dalla Croce e la Morte di san Giuseppe;
- 1734-1735 – Ansbach, Residenza, salone maggiore, affresco del Buon governo del margravio Carlo Guglielmo Federico di Ansbach, (il bozzetto è del 1734);

### Successivamente al rientro in Italia (1735-1770)
- 1736 – Volesio, chiesa di San Pietro, cappella laterale destra, pala d'altare: Assunta e santi, le due tele col Cristo deposto e Quattro santi sono di bottega;
- 1737 – Uggiate, chiesa dei Santi Pietro e Paolo, decorazione a fresco: Storie dei santi Pietro e Paolo;
- 1738 – Lurago Marinone, chiesa di San Giorgio, cappella del Crocefisso, affreschi;
- 1739-1745 – Monza, duomo di San Giovanni Battista, navata maggiore, navate laterali, arcone trionfale e transetti, decorazione a fresco; cappella di Sant'Antonio abate, affreschi, e olio su tela: Morte di san Paolo eremita;
- 1739 – Brescia, palazzo Martinengo di Padernello Salvadego in via Dante, ciclo di affreschi: Allegorie, Storie mitologiche e Fasti della famiglia Martinengo (in larga parte distrutti), tre sopraporte di soggetto mitologico sono sul mercato antiquario;
- 1740-1742 – Monza, chiesa di Santa Margherita, ciclo di affreschi;
- 1742-1743 – chiesa abbaziale di Einsiedeln, due pale d'altare: Morte di san Benedetto da Norcia e Apparizione della Vergine a san Meinrado;
- 1743 – Tagliuno, chiesa dei Santi Pietro e Paolo, ciclo di affreschi;
- 1744 – Grumello del Monte, chiesa della Trinità, sagrestia, affreschi;
- 1745 – Montirone, Villa Lechi, salone principale, affreschi: Scene profane (alle pareti), Trionfo della Ragione (sulla volta);
- 1747 – Bergamo, chiesa di Sant'Antonio dell'Ospedale (oggi di San Marco o di Santa Rita da Cascia), affreschi: Storie di sant'Antonio abate e San Camillo de Lellis;
- 1747-1750 – Brühl, Augustusburg, ciclo di affreschi, nello scalone: Buon Governo di Clemente Augusto di Wittelsbach; nella Sala delle Guardie, affreschi: Apoteosi della dinastia Wittelsbach; nella Sala della Musica e nella cappella di San Giovanni Nepomuceno;
- 1751 – Lodi, chiesa di San Filippo Neri, affreschi: Assunzione della Vergine, "Santi Apostoli", "Crocefissione", "Virtù teologali" ed Estasi di san Filippo Neri;
- 1751 circa - Bergamo, Palazzo Agliardi: ciclo di affreschi;
- 1751- 1752 – Scaria, chiesa di Santa Maria, presbiterio, affreschi laterali: Presentazione al Tempio e Sposalizio della Vergine; sulla volta: Gloria dell'Immacolata (doratura della cornice in stucco); due pale d'altare: il Crocifisso con i santi Rocco e Sebastiano e la Madonna col Bambino e santa Monica[3];
- 1752 – Lugano, chiesa della Santissima Trinità, seconda cappella laterale sinistra, pala con l'Immacolata Concezione;
- 1753 – Brescia, Palazzo Gaifami, affreschi, nello scalone: Le Arti liberali guidate dalla Fama alla Magnificenza; nell'appartamento al primo piano: Il Merito premiato dalla Nobiltà;
- 1754 – Roncadello, chiesa di Santa Maria Assunta, pala d'altare: Morte di san Giuseppe;
- 1755 – Lodi, ex Collegio dei Filippini, affresco: Gloria di san Filippo Neri;
- 1755 – Lodi, chiesa Santa Maria Maddalena: Gloria della Maddalena", "Deposizione", una pala d'altare (appesa nella navata) San Carlo Borromeo comunica gli appestati
- 1755 – Brescia, chiesa di Santa Maria dei Miracoli, decorazione a fresco, medaglia principale: Gloria dell'Assunta;
- 1755 circa - Brescia, Palazzo Porro Schiaffinati: ciclo di affreschi;
- 1755 circa - Timoline, Villa Lana Pizzini: ciclo di affreschi;
- 1755 – Orzivecchi, chiesa parrocchiale dei Santi Pietro e Paolo, decorazione a fresco: Storie di san Pietro;
- 1755 – Malegno, chiesa di Sant'Andrea, cappella dei Morti, pala d'altare: Angelo custode che trasporta in cielo un'anima purgante;
- 1756 – Castel San Pietro, chiesa di Sant'Eusebio di Vercelli, presbiterio, affreschi;
- 1756 – Como, Palazzo Giovio, affreschi, medaglie del soffitto: il Tempo che rapisce la giovinezza e le Quattro stagioni;
- 1757 – Bergamo, chiesa di San Michele all'arco (dismessa), cupola, affresco: San Michele che caccia gli angeli ribelli'[13]; pala d'altare: San Giuseppe col Bambino, sant'Antonio di Padova e sant'Adelaide (ora in duomo);
- 1757 circa - Manerbio, chiesa parrocchiale: ciclo di affreschi;
- 1757 circa - Lurago Marinone, chiesa parrocchiale, pala: Sant'Antonio da Padova col Bambino;
- 1758 – Castel San Pietro, chiesa di Sant'Eusebio, due grandi oli su tela: il Battesimo di sant'Eusebio di Vercelli e il Concilio di Milano; nel presbiterio: ciclo di affreschi;
- 1758 – Fraine, chiesa di San Lorenzo, ciclo di affreschi: Storie di san Lorenzo; e tre oli su tela;
- 1758 – Gianico, Santuario mariano della Madonnina del Monte o della Natività, affreschi: Storie della Vergine;
- 1758 – Castrezzato, chiesa parrocchiale, affreschi: Storie dei santi Pietro e Paolo, Decollazione del Battista, Assunzione della Vergine;
- 1759-1761 – San Felice del Benaco, chiesa parrocchiale dei Santi Felice, Adauto e Flavia, affreschi: Storie dei santi Felice e Adautto[14];
- 1759 circa - Laglio, chiesa parrocchiale, pala: Madonna del Rosario;
- 1760 – Brescia, chiesa di Sant'Afra, affreschi, tra cui la Gloria di santa Eufemia;
- 1761 - Como, chiesa di San Giacomo, pala: Madonna col Bambino e san Carlo Borromeo, poi a Civello di Villa Guardia;
- 1762 – Bergamo, Duomo, pennacchi della finta cupola, affreschi: Profeti; nel coro: Sant'Alessandro che attraversa l'Adda;
- 1763 – Calvisano, chiesa parrocchiale, due pale d'altare: Battesimo di Costantino e Deposizione dalla Croce[15];
- 1763 – Mello, chiesa di San Fedele, presbiterio e coro, affreschi; tre pale d'altare e un olio su tela con San Vincenzo Ferreri;
- 1763 circa - Civo, frazione Roncaglia, chiesa di San Giacomo Maggiore: pala;
- 1764 - Zelbio, chiesa parrocchiale, olio su tela: Caduta di San Paolo;
- 1765-1767 – Como, Basilica di San Fedele, cappella laterale destra detta del Crocifisso, quattro oli su tela: Flagellazione, Incoronazione di spine, Preghiera nel Getsemani e Salita al Calvario;
- 1765 circa - Gravedona, chiesa di San Vincenzo: ciclo di affreschi;
- 1765 circa - Porlezza, frazione di Cima, chiesa parrocchiale della Purificazione: due affreschi: Adorazione dei Magi e Ultima Cena;
- 1765 circa - Porlezza, chiesa di San Vittore il Moro, Oratorio di San Giovanni Battista, pala d'altare, olio su tela: Madonna col Bambino, san Giovanni Battista e le anime purganti;
- 1765 - Nesso, chiesa dei Santi Pietro e Paolo: ciclo di affreschi;
- 1766 – Malegno, chiesa di Sant'Andrea, pala d'altare: Madonna col Bambino, san Gregorio Magno e altri santi;
- 1767-1769 – Asti, Duomo, presbiterio, coro e parte terminale delle due navate laterali: ciclo di affreschi, Storie di Cristo e della Vergine, Storie dei santi Marziano e Secondo e Allegorie Sacre;
- secolo XVIII - Como, chiesa di sant'Eusebio, pala d'altare: Sant'Eusebio che venera la Madonna del Buon Consiglio.